# Itanará
Itanará è un centro abitato del Paraguay, nel dipartimento di Canindeyú. Forma uno degli 11 distretti in cui è diviso il dipartimento.

## Popolazione
Al censimento del 2002 la località contava una popolazione urbana di 284 abitanti (2.076 nell'intero distretto), secondo i dati della Dirección General de Estadística, Encuestas y Censos.

## Caratteristiche
Itanará fu  elevata al rango di distretto il 17 novembre del 1987. Le principali attività economiche sono l'agricoltura e l'allevamento.